# Орловка (Белебеївський район)
Орло́вка (рос. Орловка, башк. Орловка) — присілок у складі Белебеївського району Башкортостану, Росія. Входить до складу Анновської сільської ради.
Населення — 4 особи (2010; 6 в 2002).
Національний склад:
- росіяни — 100 %